# 주름

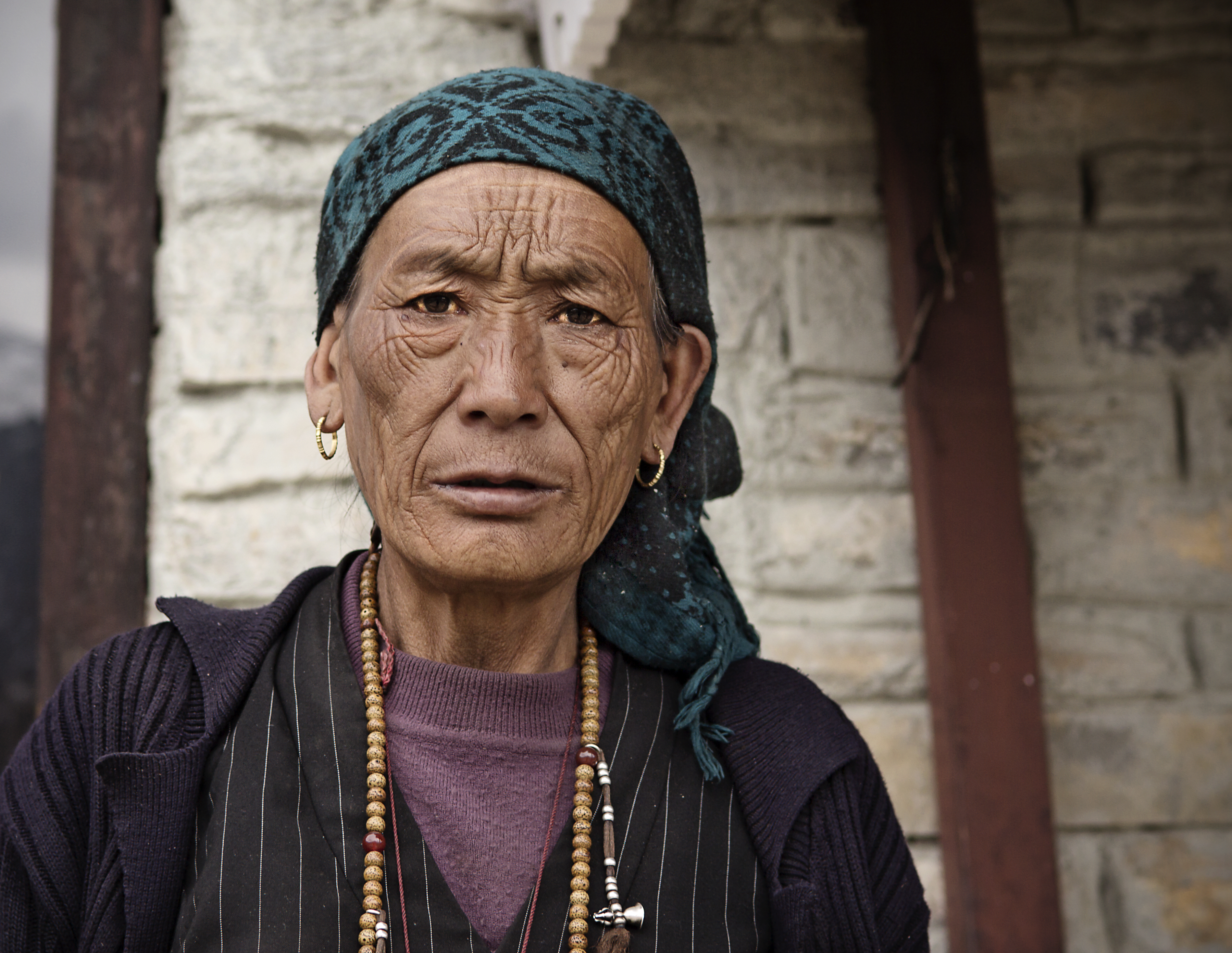
얼굴 주름이 있는 네팔 기원의 노년 여성

주름은 피부, 직물 등의 부드러운 표면의 접힌 부분이다. 피지후는 일반적으로 노화 과정의 결과로 등장하며, 이러한 노화 과정의 예로 당화반응, 습관적인 수면 자세, 신체 질량의 손실, 태양에 의한 손상, 또는 일시적으로는 물에 오랫동안 담근 결과일 수 있다. 피부 나이에 따른 노화는 습관적인 얼굴 표정, 나이 먹음, 태양에 의한 손상, 흡연, 영양 부족, 기타 다양한 요인에 의하여 가속화된다. 인간의 경우 과도한 태양 노출을 삼가고 식이요법(특히 카로티노이드, 토코페놀, 플라보노이드, 비타민 A·C·D·E, 필수 오메가-3 지방산, 특정 단백질, 젖산균)을 수행함으로써 어느 정도 예방할 수도 있다.

## 사진

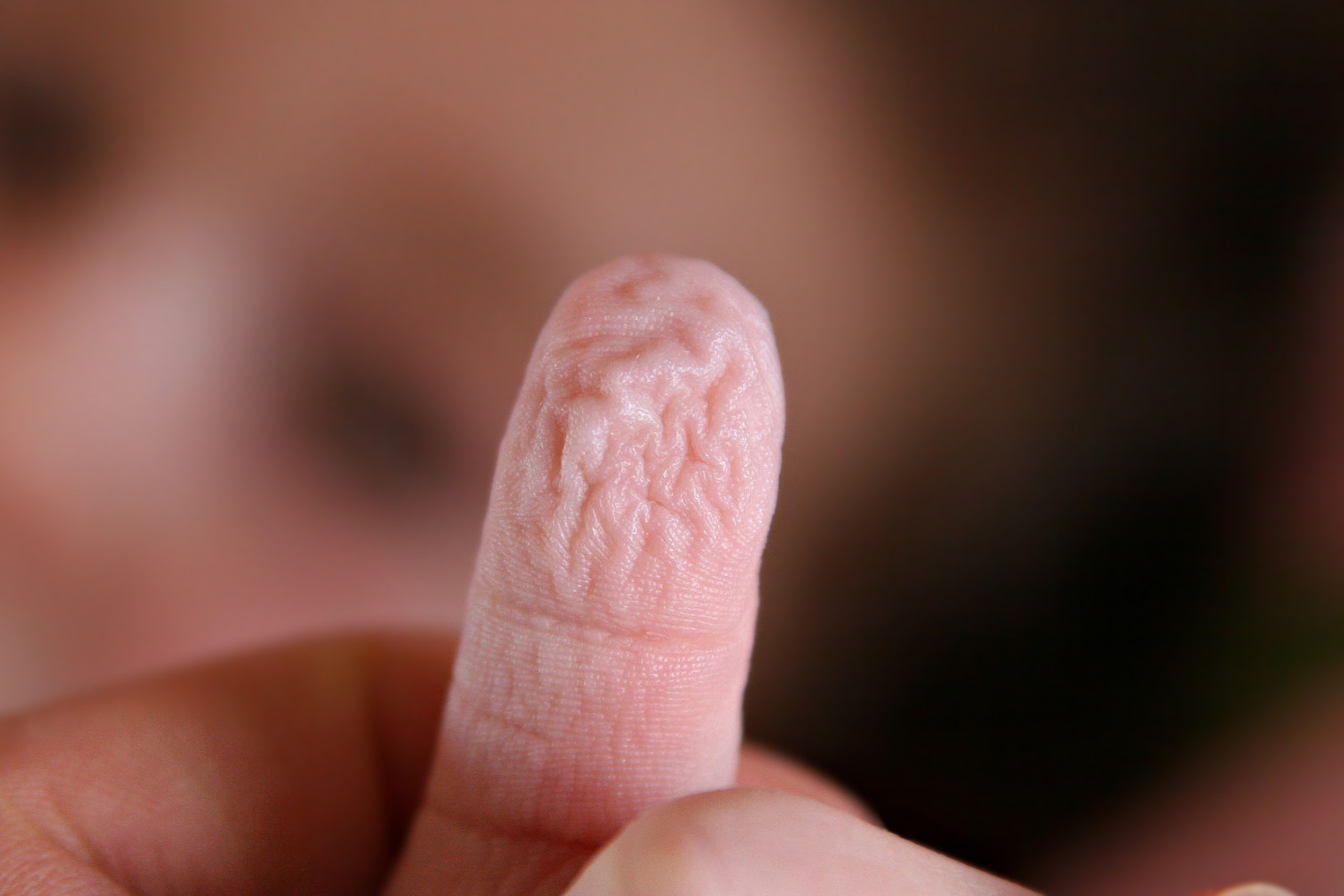
따뜻한 목욕 이후에 생긴 손가락 주름
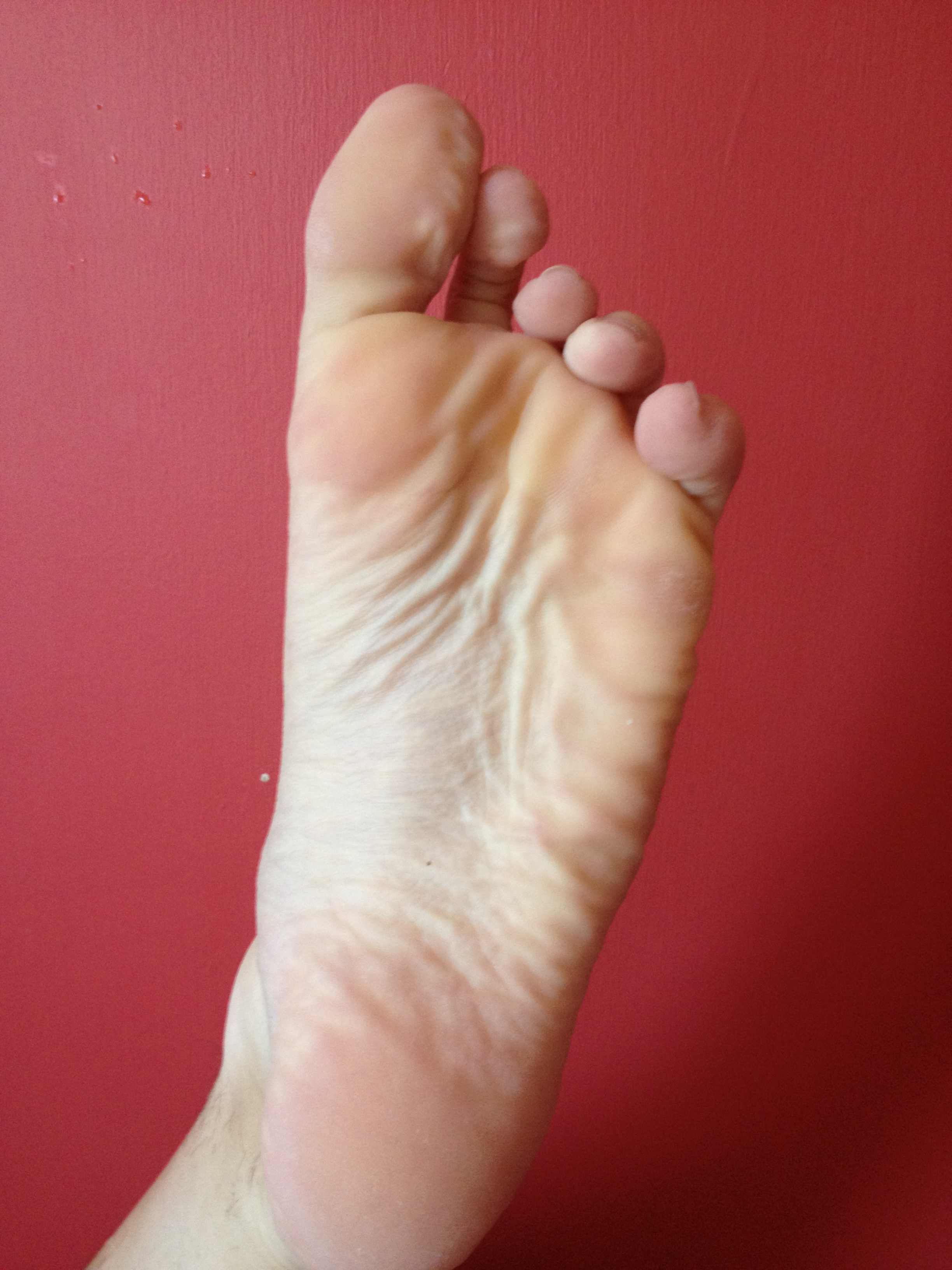
물에 담근 후의 성인 발바닥의 주름

## 같이 보기
- 보툴리눔 독소
- 필러 (보충재)